# Sonja Ferlov
Sonja Ferlov Mancoba (Kopenhagen, 1 november 1911 - Kopenhagen, 17 december 1984) was een Deens kunstschilder en beeldhouwer.
Ferlov was als beeldhouwer betrokken bij de Deense kunstenaarsgroep Linien. Zij maakte gipsen (later bronzen) beelden met abstracte vormen. Vanaf 1939 maakte zij in Parijs maskers. In 1940 trouwde ze met de Afrikaanse kunstenaar Ernest Mancoba.
Terug in Kopenhagen werden zij en Mancoba lid van de vereniging Høst, waarna Ferlov lid werd van de Cobra-beweging.

## Enkele werken
- De uil (1935)[1]
- Masker[2]

- Bibsys: 90126911
- Bibliothèque nationale de France: cb14551036v (data)
- Gemeinsame Normdatei: 130444510
- International Standard Name Identifier: 0000 0001 1663 6298
- KulturNav: 01ca2ccc-8758-4a1f-94c4-758ca3ee0a26
- Library of Congress Control Number: n79084938
- Réseau des bibliothèques de Suisse occidentale: 02-A028127637
- RKD-Nederlands Instituut voor Kunstgeschiedenis: 207136
- LIBRIS: 338683
- Système universitaire de documentation: 167305905
- Union List of Artist Names: 500082448
- Virtual International Authority File: 67573947
- WorldCat: E39PBJfx6GYvvxWvt4h6cW83cP